# Lagoa (samhälle)
Lagoa är ett samhälle i Brasilien.   Det ligger i kommunen Florianópolis och delstaten Santa Catarina, i den södra delen av landet, 1 300 km söder om huvudstaden Brasília. Lagoa ligger 2 meter över havet och antalet invånare är 5 200. Det ligger på ön Ilha de Santa Catarina. Lagoa ligger vid sjön Lagoa da Conceição.
Terrängen runt Lagoa är kuperad åt nordväst, men åt sydost är den platt. Havet är nära Lagoa österut. Trakten är tätbefolkad. Närmaste större samhälle är Florianópolis, 8,1 km väster om Lagoa. 
I omgivningarna runt Lagoa växer i huvudsak städsegrön lövskog.